# 眼球彎貝介
眼球彎貝介（学名：Loxoconcha ocellata）为彎貝介科彎貝介屬下的一个种。